# Phenomenon

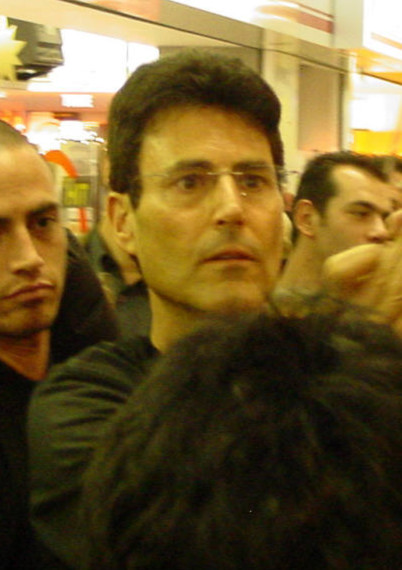
Uri Geller

A Phenomenon az amerikai NBC televíziós csatornán 2007–2008 között sugárzott, Uri Geller és Criss Angel által vezetett tehetségkutató műsora, melyben tíz játékos verseng egymással a "nagy mentalista" cím elnyeréséért. A nézők telefonon és interneten szavazhatnak a résztvevőkre. Minden héten sztárvendégek vannak a játékosok segítségére. A tehetségkutató győztese 250 000 USD-t tudhat magáénak. A show 2007. október 24-én debütált. Műsorvezetője Tim Vincent volt.

2007. október 30-án Larry Kinggel folytatott beszélgetésében Angel a következőket mondta: "Senki sem rendelkezik olyan képességgel, mint én, ami folytán tudna bármilyen természetfeletti, illetve fizikai módon társalogni a holtakkal. És ez volt az, amit mondtam, hogy mi a célom a Phenomenonnal. Ha valaki elindul a műsorban és állítja, hogy van természetfeletti képessége, én ott leszek és élőben buktatom le őt."

A Phenomenon az izraeli היורש ha-jorés című műsorra épült, amit szintén Uri Geller prezentált 2007 elején.

Az első széria győztese Mike Super lett.
A műsort 2008-ban megszüntették.

## Játékosok
| Név               | Specialitás                | Lakhely                  | Státusz               |
| ----------------- | -------------------------- | ------------------------ | --------------------- |
| Mike Super        | bűvészkedés                | Canonsburg, Pennsylvania | győztes               |
| Angela Funovits   | mentalizmus, illuzionizmus | Avon Lake, Ohio          | 2. helyezett          |
| Eran Raven        | mentalizmus                | Irvine, Kalifornia       | 3. helyezett          |
| Guy Bavli         | mentalizmus                | Tel Aviv, Izrael         | kiszavazott (5. adás) |
| Gerry McCambridge | mentalizmus                | Long Island, New York    | kiszavazott (4. adás) |
| Jan Bardi         | mentalizmus, illuzionizmus | Leuven, Belgium          | kiszavazott (3. adás) |
| Jim Callahan      | paranormális jelenségek    | Pittsburgh               | kiszavazott (3. adás) |
| Wayne Hoffman     | mentalizmus, illuzionizmus | Reading                  | kiszavazott (3. adás) |
| Jim Karol         | mentalizmus                | Allentown, Pennsylvania  | kiszavazott (2. adás) |
| Ehud Segev        | mentalizmus                | Safed, Izrael            | kiszavazott (2. adás) |

## Külső hivatkozások
- Hivatalos honlap